# Куприяновка (район Шал акына)
Куприяновка (каз. Куприяновка) — село в районе Шал акына Северо-Казахстанской области Казахстана. Село входит в состав Юбилейного сельского округа. Код КАТО — 595655300.

## География
Расположено на берегу реки Ишим.

## Население
В 1999 году численность населения села составляла 328 человек (159 мужчин и 169 женщин). По данным переписи 2009 года, в селе проживало 254 человека (124 мужчины и 130 женщин).